# André Léauté
Pierre Marcel André Léauté, född den 5 november 1882 i Paris, död där den 12 december 1966, var en fransk ingenjör. Han var son till Henry Léauté.  
Léauté studerade vid École polytechnique 1902–1904 och École des mines 1905–1908 och tillhörde därefter corps des mines. Han var professor i fysik vid École Polytechnique  1936–1952. Léauté var ledamot av Académie des sciences och kommendör av Hederslegionen.